# Eduard Zuckmayer
Eduard Zuckmayer   (Nackenheim, 3 d'agost de 1890 - Ankara, 2 de juliol de 1972) Va ser un pedagog, compositor, director d'orquestra i pianista alemany. Fou el germà gran del famós escriptor alemany Carl Zuckmayer (1896-1977).
Va néixer com el primer fill del ric propietari de la fàbrica Carl Zuckmayer (1864-1947) que va produir taps per a ampolles de vi a Nackenheim, que és un poble vitivinícola al front del Rin. Els pares de la seva mare Amalie Zuckmayer (1869–1954), nascuda de Goldschmidt, es van convertir del judaisme al protestantisme, mentre que ell es va criar catòlic. Des dels sis anys, va obtenir classes de piano. El seu talent es va reconèixer ben aviat. Als dotze anys, va començar a compondre. Tot i això, va començar a estudiar jurisprudència, però aviat la va deixar. El 1909 va prendre classes particulars de piano de Robert Kahn (1865-1951) i James Kwast (1852-1927) a Berlín. També assistí a l'escola de direcció de Fritz Steinbach (1855–1916) i esdevingué alumne de piano de Lazzaro Uzielli (1861–1943) al Conservatori de Colònia. El 1914 va obtenir el nivell de pianista i director de d'orquestra.

## Alemanya
El 1915 fou director del teatre de la ciutat de Magúncia. Ell i el seu germà petit es van oferir voluntaris com a soldats a la Primera Guerra Mundial i van resultar ferits greus, van ser condecorats dues vegades amb la creu de ferro de segona classe i més tard amb la creu de ferro de primera classe. Entre el 1919 i el 1925 va viure a Frankfurt, on va interpretar la sonata de Paul Hindemith en D per a violí i piano. 11, núm. 2. Va treballar com a professor de música, director d'orquestra i pianista. El 1923 es va convertir en cofundador de la "Gesellschaft für Neue Musik" (Societat de la Nova Música) a Magúncia i Wiesbaden. De 1923 a 1925 també va dirigir una classe de piano al conservatori de Magúncia. Aleshores, era considerat com un pianista de concerts brillant i amb una gran oportunitat per a una meravellosa carrera. Però, com a entusiasta del "Jugendmusikbewegung" alemany (Moviment de Música Juvenil), volia participar en l'educació d'una nova generació com a contramoviment de la situació política desgastada de la República de Weimar. Volia que la música formés part de la vida de molta gent. Al contrari de la cultura de classe mitjana, "Jugendmusikbewegung" millorava l'estatus de vida dels músics aficionats.
Per tant, va seguir una trucada del pedagog Martin Luserke (1880–1968) per treballar com a professor de música a "Schule am Meer", un internat progressista a l'illa Juist del Mar del Nord. Allà va fundar el cor de l'escola i la seva orquestra, que incloïa a tots els alumnes.
 En aquesta escola d'esport, la música i el teatre comunitari eren elementals. L'educació musical es considerava un pont entre les belles arts i la vida. Amb els seus alumnes, Zuckmayer va fer diverses gires per Alemanya i va obtenir crítiques molt positives als diaris contemporanis. Per una de les seves composicions, el seu germà Carl va visitar l'escola per escriure les lletres. Altres lletres van ser creades per Luserke. Quan el nazisme va pujar al poder, el gener de 1933, el treball de l'escola es va tornar molt més difícil, ja que comptava amb un terç d'alumnes i professors jueus. A causa de l'antisemitisme i la Gleichschaltung (nazificació), l'escola va tancar la primavera de 1934. Zuckmayer es va canviar a Odenwaldschule, un altre internat progressista a Hesse. Per «raons racials» va ser expulsat del Reichsmusikkammer (RMK) el 1935 el que significava que li era prohibit d'exercir qualsevol professió musical.

## Turquia
Va haver d'abandonar Alemanya el 1936 i va emigrar a Turquia, on Paul Hindemith (1895–1963) ja estava ocupat en reformar l'educació musical turca, assignat pel president turc Kemal Atatürk. Hindemith va mediar l'ocupació de Zuckmayer al recent fundat Conservatori de Música d'Ankara. Allí va conèixer col·legues alemanys com el director d'escena Carl Ebert (1887–1980), el director d'orquestra Ernst Praetorius (1880–1946) o el violinista Licco Amar (1891–1959) i molts altres de la música i el teatre alemanys que es van veure obligats a fugir del nazisme. Inicialment va dirigir l'orquestra d'alumnes de Musiki Muallim Mektebi, on es van formar professors de música. Però a la tardor de 1936 va ser nomenat líder de cor de la divisió de teatre i òpera. També va ser pianista de l'orquestra simfònica d'Ankara dirigida per Praetorius i va ser ajudant d'Hindemith. El 1938, Gisela Jockisch (1905–1985), nascuda Günther, el va seguir amb la seva petita filla Melanie cap a Turquia. Gisela era la dona del pedagog Walter Jockisch (1907-1970). Jockisch i Zuckmayer havien estat companys de l'escola Schule am Meer a l'Illa de Juist. Gisela Jockisch i Eduard Zuckmayer visqueren junts a Turquia, però no es van poder casar abans del 1947 perquè les autoritats alemanyes del 1938 van descuidar un certificat d'impediment al matrimoni (Ehefähigkeitszeugnis) a causa de les lleis racistes de Nuremberg (Nürnberger Gesetze).

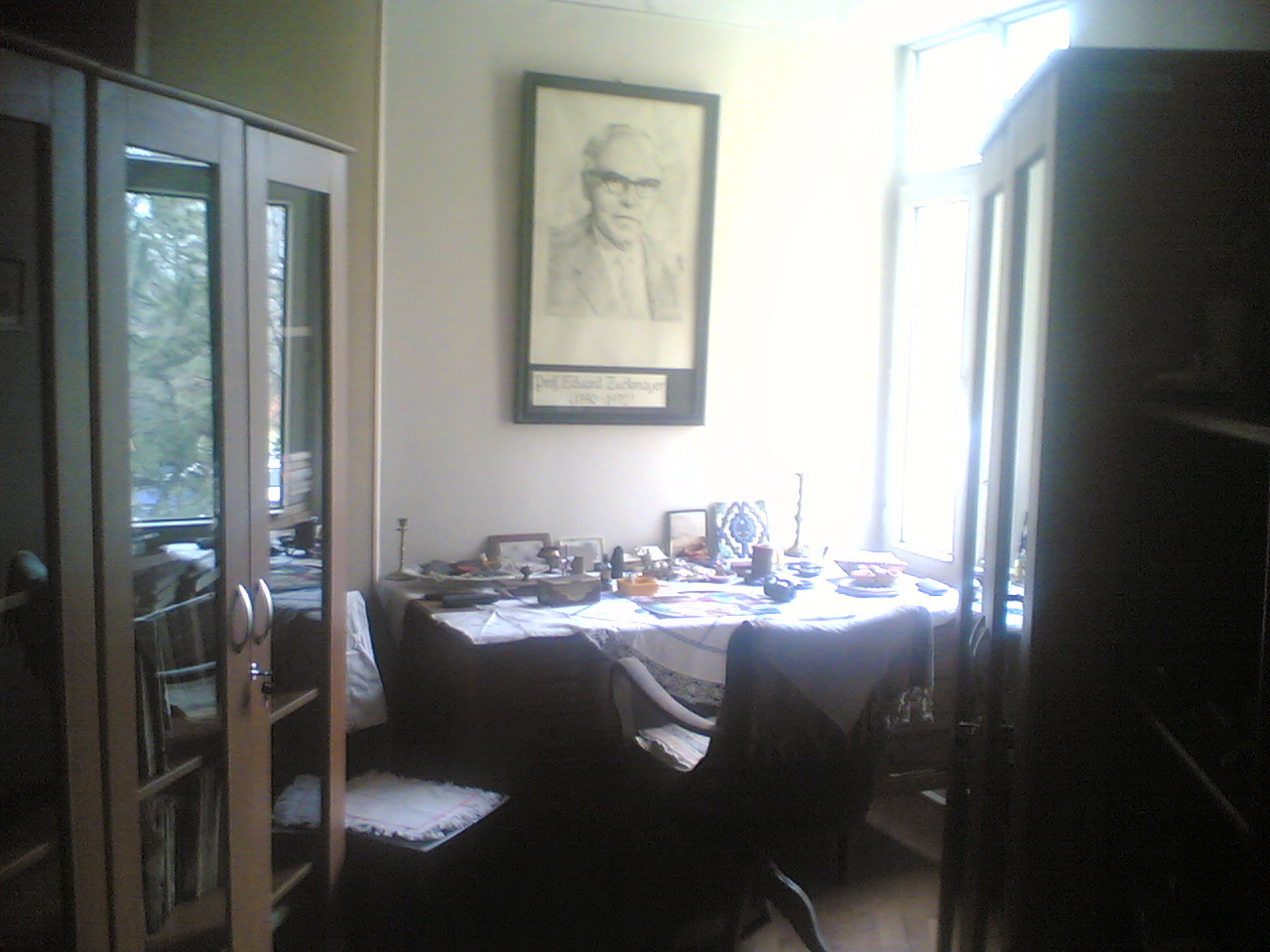
Zuckmayer

El 1938 es fundà la branca musical del col·legi de professors "Gazi Eğitim Enstitüsü" (Institut Gazi per a l'Educació). Zuckmayer es va convertir en el seu director de la divisió musical que va ocupar fins al 1970. Va distingir la pedagogia musical turca. Fins al 1970 va formar gairebé tots els professors de música turca (uns 600 en total) que després van ensenyar a tot el país. Va integrar fonaments del Jugendmusikbewegung alemany en la pedagogia de la música turca. Un dels seus alumnes més coneguts va ser el director d'orquestra Hikmet Şimşek.
El 1940 el seu germà Carl va voler ajudar el seu germà a seguir-lo als Estats Units amb una declaració jurada de suport on ja havia emigrat. Estava preocupat per la seva seguretat, ja que les tropes alemanyes lluitaven a prop de Turquia a Grècia, així com a les regions del sud de la Unió Soviètica. En aquest sentit es va posar en contacte amb Hindemith.
El 1944, el govern turc va reclamar a tots els migrants alemanys que abandonessin Turquia. Eduard Zuckmayer va rebutjar l'anunci en ser detingut al camp de concentracio de Kırşehir a Anatòlia. Fins i tot allà molt aviat va establir un cor amb el qual va interpretar una missa de Giovanni Pierluigi da Palestrina pel Nadal de 1945. Hindemith, que mentrestant havia emigrat als Estats Units, va intentar intervenir contra la detenció de Zuckmayer. Va enviar un telegrama al president turc, Ismet Inönü, però no va tenir èxit. Després de la fi de la Segona Guerra Mundial, Zuckmayer va poder abandonar el camp de concentració i va ser reintegrat a les seves antigues posicions. També va ensenyar teoria musical al Conservatori d'Ankara. L'antic president de Daimler-Benz, Edzard Reuter, que vivia a Turquia en aquell moment, va descriure a Zuckmayer un "home digne i tranquil" que va estendre un "ambient únic" quan "es va asseure a tocar el piano".
El 1947 finalment es va poder casar amb la seva parella Gisela Jockisch. Però el 1950 va abandonar Turquia amb la seva filla adoptiva Michaela per tornar a Alemanya. Més tard, totes dues van emigrar als Estats Units. En canvi, Zuckmayer es va quedar al seu lloc d'activitat. Fins i tot a la vellesa va exercir de concertista i director de direcció a Ankara, Istanbul i Esmirna. Havia interioritzat la llengua turca com rarament un altre migrant. Des de la seva entrada a Turquia, va reclamar la traducció de cançons populars alemanyes a la llengua turca. Mentrestant, es van integrar en els llibres escolars de música turcs. També va transmetre cançons populars turques al cant coral polifònic.
Al contrari que a Alemanya, on és ombra del seu famós germà petit Eduard Zuckmayer, encara és una figura molt destacada a Turquia. És un dels protagonistes més destacats de la història de la música turca del segle xx, especialment en la seva formació nacional de música. Amb motiu del seu 20è obit el 1992 es va celebrar a Ankara una conferència on es van representar algunes de les seves obres. Zuckmayer va morir als 81 anys. La seva tomba es troba a Ankara, Turquia.

## Premis i distincions
- 1914 - Premi Wüllner, Colònia, Alemanya
- Primera Guerra Mundial, Creus de Ferro de segona i primera classe.